# Трофименко, Елена Николаевна

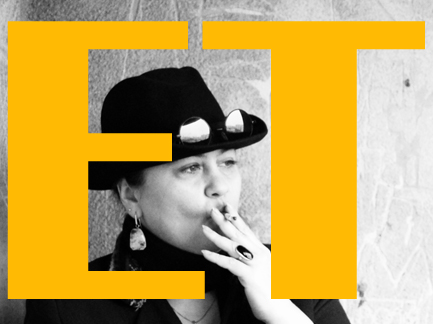
ЕТ, 2011

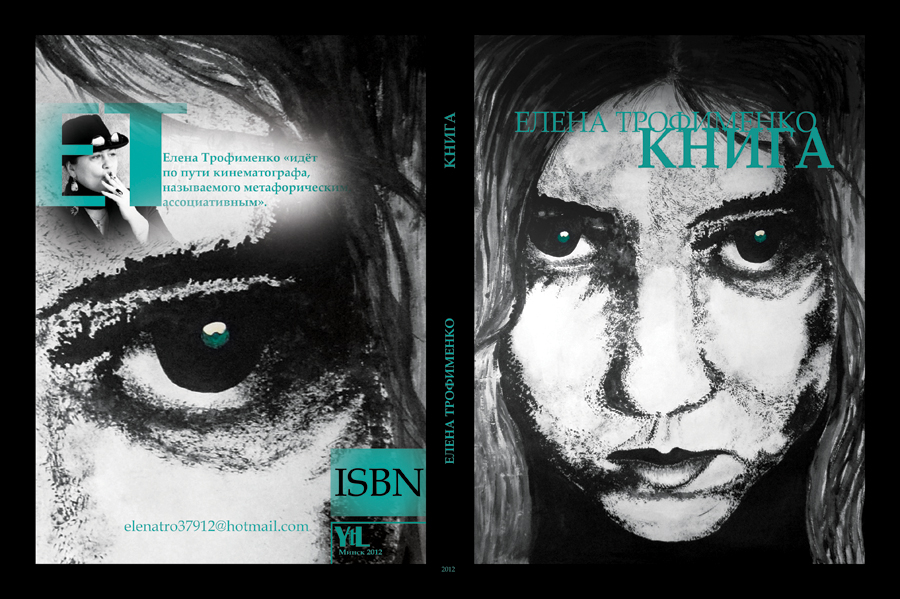
Елена Трофименко «Книга», дизайн и вёрстка выполнена Ярославом Терешко

Еле́на Никола́евна Трофиме́нко (белор. Алена Мікалаеўна Трафіменка, род. 20 марта 1964 года) — белорусский кинорежиссёр, сценаристка, актриса, поэтесса.

## Биография
Родилась 20 марта в Минске. Отец — Николай Антонович Трофименко (03.09.1936 — 21.12.2000), электросварщик, мать — Вера Лукинична Трофименко (05.09.1937), бухгалтер. Окончила Минскую среднюю школу № 74 с углублённым изучением французского языка. С 1982 по 1989 год работала на Белорусском телевидении и сняла, как автор и режиссёр, несколько фильмов. В 1989 году поступила на дневное отделение в Белорусский государственный театрально-художественный институт (БГАИ) на факультет режиссёров игрового кино и окончила с отличием (1994, мастер — Виктор Туров). В 1994 году, выиграв конкурс, прошла стажировку во Французской школе кинематографических наук FEMIS, Париж.
С 1996 года Елена — режиссёр киностудии «Беларусьфильм». В 1998 году дебютировала полнометражным игровым фильмом «Падение вверх». Снимала игровые и документальные фильмы в творческом объединении «БелВидеоЦентр».
С 1996 года Елена Трофименко является членом Белорусского союза кинематографистов. С 1998 года была членом правления этой организации. Основоположник, создатель и художественный руководитель творческой студии Молодёжная «СТУДИЯ XXI» (Беларусьфильм, 2002), при которой был создан «Фестиваль одного фильма».
«Елена Николаевна Трофименко идёт по пути кинематографа, называемого метафорическим, ассоциативным.»(А. П. Бобкова, кинокритик, статья в биофильмографическом каталоге «Белорусское кино: молодые режиссёры» Минск, 1999)
Муж — Леонид Юрьевич Терешко (05.03.1961), телеоператор, сын — Ярослав Леонидович Терешко (29.03.1987).
В 2012 году опубликован сборник стихотворений и репродукций — «Книга» Елены Трофименко.

## Фильмография
| Год       | Оригинальное название фильма | Вид                                                                       | Роль                                       | Призы и награды |
| --------- | ---------------------------- | ------------------------------------------------------------------------- | ------------------------------------------ | --- |
| 1986      | Память и совесть             | документальный                                                            | режиссёр, сценарист                        | |
| 1989      | Жизнь                        | видео- новелла                                                            | режиссёр, сценарист, актриса               | |
| 1991      | И ещё поют птицы…            | курсовая игровая работа                                                   | режиссёр, сценарист                        | фильм участвовал в Международном фестивале женского кино в Дортмунде, Германия, 1992 год |
| 1992      | Ад — это…                    | курсовая игровая работа (адаптация пьесы «За закрытой дверью» Ж. П. Сатра | режиссёр, сценарист                        | |
| 1993      | Приговор                     | дипломная игровая работа (по Ф. Кафке)                                    | режиссёр, сценарист, актриса               | фильм участвовал в МКФ «Молодость» в Киеве, Украина, 1994. |
| 1994      | Место встречи                | дипломная док. работа FEMIS                                               | режиссёр                                   | |
| 1995-1996 | Человек-ящик                 | 5 авторских телепрограмм                                                  | автор, режиссёр, ведущая                   | |
| 1996      | Help                         | док. фильм                                                                | режиссёр, сценарист                        | |
| 1997      | Светлана                     | док. фильм                                                                | режиссёр                                   | |
| 1998      | Падение вверх                | игровой полнометражный фильм                                              | режиссёр, сценарист                        | диплом жюри — «За дебют и художественный поиск в жанре современной киносказки»; приз Белорусского Фонда развитии культуры — «За оригинальность режиссёрского видения» — на V Международном фестивале женского кино в Минске, Беларусь, 1999; диплом — «За удачное совмещение мира фантазий с реальностью, за удачное использование компьютерной графики в кино — с пожеланием режиссёру продолжать этот эксперимент» на XXIX МКФ в городе Лагов, Польша, 1999; фильм участвовал во II Всероссийском фестивале визуальных искусств «Орленок» в Туапсе, Россия, 1998; в МКФ в городе Коттбус, Германия, 1998. |
| 2000      | Эклектик-шоу                 | мега-клип                                                                 | режиссёр, сценарист                        | |
| 2004      | Страх                        | игровой короткометражный видеофильм                                       | режиссёр                                   | приз «Золотой Витязь» в номинации — короткий метр МКК «Золотой Витязь» (в альманахе «Территория сопротивления») |
| 2005      | Элькины мечты                | док. фильм                                                                | режиссёр-постановщик игровых реконструкций | инфо о док.фильме |

## Спектакли
| Год  | Постановка         | Роль                     | Примечание |
| ---- | ------------------ | ------------------------ | --- |
| 1990 | Завещание Родена   | автор, режиссёр, актриса | студенческий спектакль по О. Родену                                                                                         |
| 1991 | Похождения Швейка  | автор, режиссёр, актриса | студенческий спектакль по Я. Гашеку                                                                                         |
| 1991 | Человек-ящик       | автор, режиссёр, актриса | студенческий спектакль по К. Абэ                                                                                            |
| 1992 | Опавшие листья     | автор, режиссёр, актриса | студенческий спектакль по В. Розанову                                                                                       |
| 1992 | Бесы               | автор, режиссёр, актриса | студенческий спектакль по Ф. Достоевскому                                                                                   |
| 1993 | Стулья             | режиссёр, актриса        | дипломный спектакль по Э. Ионеско                                                                                           |
| 2004 | Читая Хармса       | автор, режиссёр          | спектакль по Д. Хармсу в студенческом театре (МГЭУ им. Сахарова)                                                            |
| 2004 | Лысая певица       | режиссёр                 | спектакль по Э. Ионеско в студенческом театре (МГЭУ им. Сахарова); приз на XI Фестивале Франкофонных Театров в Минске, 2004 |
| 2005 | Против СПИДа       | автор, режиссёр          | спектакль в студенческом театре (МГЭУ им. Сахарова)                                                                         |
| 2006 | Человеческий голос | соавтор, режиссёр        | спектакль по Ж. Кокто в студенческом театре (МГЭУ им. Сахарова)                                                             |